# Alliance Athéna
 (août 2025).
L'alliance thématique nationale des sciences humaines et sociales (Athéna) est une alliance nationale de la recherche publique française dédiée aux sciences humaines et sociales, qui se donne pour mission d'être un "lieu de concertation et de coopération stratégique entre les universités et les organismes de recherche". Elle est actuellement présidée par Guillaume Gellé.

## Création
L'alliance Athéna a été créée le 22 juin 2010, dans le cadre de la stratégie nationale de recherche et d’innovation (S.N.R.I.) lancée par la ministre de l'Enseignement supérieur et de la Recherche Valérie Pécresse, dont les sciences humaines et sociales constituaient l'un de axes prioritaires.
Elle est la dernière créée des cinq alliances (Aviesan, Allistene, Ancre et AllEnvi) destinées à organiser et promouvoir les différents pans du système français de recherche et d’innovation. Leurs missions officielles sont de "clarifier le rôle de ses acteurs et renforcer leur autonomie afin d’accroître la performance, la visibilité, le rayonnement international et la valorisation de la recherche française", en exerçant une fonction de programmation scientifique, en particulier en assistant l'Agence nationale de la recherche dans l'élaboration de ses programmes dont le plan SHS. Une autre de leurs missions est de "nouer des partenariats étroits avec les entreprises des secteurs économiques concernés", en lien, notamment, avec les pôles de compétitivité et les pôles de recherche et d’enseignement supérieur, devenus des Comue à partir de 2013.

## Missions et activités
Les missions de l'alliance Athéna sont : 
- la veille et la prospective pour les sciences humaines et sociales ;
- la contribution aux actions de programmation scientifique de l'ANR;
- l’internationalisation des sciences humaines et sociales ;
- l'accompagnement du développement des Maisons des Sciences de l'Homme et de leur réseau, le Réseau national des Maisons des Sciences de l'Homme (RnMSH) ;
- l'aide au développement des infrastructures numériques (bibliothèques comprises) ;
- le soutien à la diffusion de la recherche, notamment par le biais de l'édition ;
- le développement de la valorisation de la recherche en sciences humaines et sociales et le renforcement des liens avec les acteurs du monde socio–économique (transfert)[6]

Critiquée en 2012 par la Cour des comptes pour son manque d'efficacité, son nouveau président Jean-Emile Gombert tente de la relancer de 2012 à 2014. Alain Fuchs, qui lui succède en 2014, fixe ensuite à l'alliance Athéna 4 objectifs principaux : "l’internationalisation des SHS", "l’interdisciplinarité", la réflexion sur les politiques de site et la "participation citoyenne et le transfert de connaissance". Son actuel président entend, lorsqu'il en prend la direction en 2016, "permettre à l’alliance de tenir son rôle de structure d’échange et de partage dans ce domaine".

### Radicalisation, violence et terrorisme
En 2015, l'alliance Athéna co-organise un colloque avec la CPU sur le thème de la radicalisation et du terrorisme, auquel assiste la ministre de l'Éducation nationale, de l'Enseignement supérieur et de la Recherche de l'époque, Najat Vallaud-Belkacem. Ce colloque porte sur "les défis qui se posent pour le monde de la recherche dans la période de l’après-Charlie". Le 25 novembre 2015, le président de l'alliance Athéna, Alain Fuchs, reçoit une lettre de mission du ministère chargé de l'enseignement supérieur et de la recherche pour la réalisation d'un rapport portant sur ces thèmes. Ce rapport, qui dresse un état des lieux des recherches sur les radicalisations et les violences qui y sont liées et formule plusieurs propositions, est officiellement remis le 3 mars 2016 à Najat Vallaud-Belkacem et Thierry Mandon.

### Éducation: état des lieux
En 2017, un état des lieux des recherches sur l'éducation est publié par l'alliance Athéna, sous la forme d'un rapport en deux volumes, contenant une cartographie de la recherche sur cet objet, des synthèses thématiques, une analyse des évolutions de la situation depuis les rapports précédents (notamment les rapports de Marie Duru-Bellat (1999) et d'Antoine Prost (2001)) et des recommandations à destination des décideurs politiques responsables du domaine de la recherche en sciences humaines et sociales.

### Édition ouverte
L'alliance Athéna est engagée dans le développement de la science ouverte elle a publié dix ouvrages sur OpenEdition

### Islamo-gauchisme
Le 14 février 2021 la ministre de l’enseignement supérieur, de la recherche et de l’innovation, Frédérique Vidal, a annoncé sur la chaîne Cnews qu’elle allait demander notamment au CNRS de conduire une enquête sur « l’ensemble des courants de recherche » ayant trait à « l’islamo-gauchisme » à l’université, « de manière à ce qu’on puisse distinguer ce qui relève de la recherche académique et ce qui relève du militantisme et de l’opinion »,. Le 16 février la ministre a précisé à l’Assemblée nationale qu’elle entendait confier cette enquête à l’alliance Athéna. Par un communiqué diffusé le 18 février 2021, l’alliance Athéna a fait savoir qu'elle ne participerait pas à cette étude,. Rappelant qu’elle est un "lieu de concertation et de coopération stratégique entre les universités et les organismes de recherche" qui a pour mission "d’organiser le dialogue entre les acteurs majeurs de la recherche en sciences humaines et sociales" elle a indiqué qu’il n’est pas de son ressort de mener "des études qui ne reposeraient pas sur le respect des règles fondatrices de la pratique scientifique, qui conduiraient à remettre en question la pertinence ou la légitimité de certains champs de recherche, ou à mettre en doute l’intégrité scientifique de certains collègues". Une pétition d'étudiants, d'universitaires et de revues scientifiques appelant à la démission de la ministre est publiée.

## Organisation et direction

### Direction
L’alliance est composée d’un bureau, d’un bureau élargi, d’un directoire, d’une délégation générale et de plusieurs groupes de travail.
Le fonctionnement de l’alliance est régi par convention. Les représentants siégeant au directoire participent aux échanges et aux réflexions et décident par consensus de la composition des groupes de travail et de l’organisation générale des activités de l’alliance.
Les décisions sont prises à la majorité qualifiée de 2/3. Les membres des groupes de travail sont nommés, pour une durée de deux ans renouvelable, par le président de l’alliance et sur proposition du bureau. Ils et elles reçoivent une lettre de mission du président de l’alliance. Les groupes de travail ont vocation à alimenter la réflexion sur des sujets précis, notamment dans les domaines de la programmation et de la stratégie nationale, dans les domaines des infrastructures, de l’Europe et de l’International.
Un comité de suivi présidé par Jacques Commaille vient en soutien de ces instances. Composé de scientifiques de toutes les disciplines des sciences humaines et sociales, il prend position sur les priorités à adopter et les éléments structurants de la politique menée par l'alliance.
La délégation générale exerce une fonction opérationnelle consistant à coordonner et mettre en œuvre les décisions et les projets.

Présidence, vice-présidence et délégation générale actuelles (2023-2024)
- Président : Guillaume Gellé, président de France Universités
- Vice-président : Antoine Petit, président du CNRS
- Déléguée générale : Françoise Thibault, Université Paris-Nanterre

Présidence, vice présidence et délégation générale (2021-2022)
- Président : Antoine Petit, président du CNRS
- Vice-président : Manuel Tunon de Lara, président de la Conférence des Présidents d'Université
- Déléguée générale : Françoise Thibault, Université Paris-Nanterre

#### Présidence, vice-présidence et délégation générale (2016-2020)
- Président : Jean-François Balaudé, président de l'Université Paris-Nanterre
- Vice-président : Antoine Petit, président du CNRS
- Déléguée générale : Françoise Thibault, Université Paris-Nanterre

### Organisation
L'alliance Athéna repose sur le travail fourni par plusieurs groupes de travail thématiques, composés d'enseignants-chercheurs, de chercheurs, d'ingénieurs de recherche ou d'études et de responsables de l'enseignement supérieur et de la recherche. Ces groupes produisent et traitent des données et des analyses destinées à servir d'aide à la décision en matière de politiques de sciences humaines et sociales.

## Membres

### Membres fondateurs
Membres fondateurs
- CEA
- CGE
- CNRS
- CPU
- Ined
- INRAE
- IRD
- Inserm
- EHESS

### Membres invités
- AllEnvi
- Allistene
- Ancre
- Aviesan